# فرانك بيلاتو
فرانك بيلاتو هو ملحن إيطالي، ولد في 4 ديسمبر 1982 في فلورنسا في إيطاليا.

## روابط خارجية
- فرانك بيلاتو على موقع IMDb (الإنجليزية)